# Star Wars: Revelations
Star Wars: Revelations  este un film științifico-fantastic realizat de fanii producțiilor lui George Lucas din seria Star Wars. A fost regizat de Shane Felux și produs de Dawn Cowings și Shane Felux, după un scenariu de Dawn Cowings și Sarah Yaworsky. Filmul non-profit a fost lansat pe 17 aprilie 2005.

## Povestea
Ultimii Jedi luptă pentru supraviețuire atunci când sunt vânați de către Imperiu. Acțiunea filmului are loc între Episodul III și Episodul IV

## Distribuția
- Gina Hernandez .... Taryn Anwar
- Karen Hammang .... Zhanna
- Holland Gedney .... Raux Anwar
- Frank Hernandez .... Declan
- Joe Lancaster .... ajutorul lui Zhanna
- Jack Foley .... Darth Vader (narator)
- Errol Spat Oktan .... Împăratul Palpatine
- Jonathan Thorpe .... Împăratul Palpatine (voce)